# شارلوت ماري يونج
شارلوت ماري يونج (بالإنجليزية: Charlotte Mary Yonge)، (ولدت في عام 1823-توفيت في عام 1901)، هي روائية إنجليزية.خدمت كتاباتها الكنيسة.وساعدت كتبها في نشر تأثير حركة أكسفورد. 

## روابط خارجية
- شارلوت ماري يونج على موقع الموسوعة البريطانية (الإنجليزية)